# Палестинский центр по правам человека
Палестинский центр по правам человека (ПЦПЧ; араб. المركــز الفلسطيني لحقــوق الإنســـان‎) — независимая палестинская правозащитная организация, располагающаяся в городе Газа, основанная и руководимая палестинским адвокатом Раджи Сурани.
ПЧПЧ создан в 1995 году группой палестинских адвокатов и правозащитников и получает финансирование от правительственных, неправительственных и религиозных источников.
Согласно информации с официального сайта, принципы деятельности организации состоят в следующем:
- Защита прав человека и утверждение верховенства права в соответствии с международными стандартами.
- Создание и развитие демократических институтов и гражданского сообщества, а также содействие формированию демократической культуры в палестинском обществе.
- Поддержка всех усилий для того, чтобы палестинский народ мог осуществить своё право на самоопределение и независимость в соответствии с международным правом и резолюциями ООН.

Входит в Международную ассоциацию юристов-демократов.